# سفارة السويد في كوريا الجنوبية
سفارة السويد في كوريا الجنوبية هي أرفع تمثيل دبلوماسي لدولة السويد لدى كوريا الجنوبية. تقع السفارة في وهي تهدف لتعزيز المصالح السويدية في كوريا الجنوبية.

## وصلات خارجية
- قائمة سفارات السويد
- قائمة السفارات في كوريا الجنوبية